# لطخاوات
اللطخاوات (الاسم العلمي: Phyllachorales)، رتبة صغيرة من الفطريات الزقية التي تحتوي على معظم الطفيليات الورقية. تفتقر هذه الرتبة إلى الصفات المورفولوجية الموثوقة مما يجعل من الصعب وضع التصنيف للجنس. هناك جدل بين علماء الفطريات فيما يتعلق بحدود هذه الرتبة.